# Marco Pompetti
Marco Pompetti, né le 22 mai 2000 à Pescara en Italie, est un footballeur italien, qui évolue au poste de milieu défensif à l'US Catanzaro.

## Biographie

### En club
Né à Pescara en Italie, Marco Pompetti commence le football dans le club local du Delfino Pescara 1936 avant d'être formé par l'Inter Milan, qu'il rejoint en 2017. 
Le 31 janvier 2020, Marco Pompetti est prêté au Pise SC jusqu'à la fin de la saison. C'est avec ce club qu'il fait ses débuts en professionnel, jouant son premier match le 24 juillet 2020, lors d'une rencontre de Serie B face au Cosenza Calcio. Il entre en jeu à la place d'Alessandro De Vitis (en) et son équipe est battue par deux buts à un.
Le 5 octobre 2020, Marco Pompetti est prêté par l'Inter au Cavese 1919 pour une saison. Il découvre alors la Serie C. Il joue son premier match pour le club dans cette compétition, le 7 octobre 2020, face au SSC Bari. Il est titularisé et son équipe est battue par trois buts à deux.
Le 9 juillet 2022, Pompetti est prêté au FC Südtirol pour une saison,.
Le 1er juillet 2023, Marco Pompetti quitte définitivement l'Inter Milan et rejoint l'US Catanzaro. Il signe un contrat de deux ans, soit jusqu'en juin 2025.

### En sélection
Marco Pompetti représente l'équipe d'Italie des moins de 18 ans. Il joue au total sept matchs avec cette sélection, tous en 2018, et marque un but. Ce seul but est inscrit lors de son premier match avec cette sélection, le 7 février 2018. Buteur après on entrée en jeu, il est permet à son équipe d'égaliser (1-1 score final).

## Style de jeu
Milieu de terrain gaucher, le poste de prédilection de Marco Pompetti est milieu défensif dans un rôle de "sentinelle" devant la défense. Il peut toutefois jouer plus haut comme relayeur dans un milieu à deux. Pompetti est décrit comme un joueur physique doté d'une bonne vision du jeu, qui aime avoir le ballon et dicter le rythme. Habile avec son pied gauche, il peut tirer les coups de pied arrêtés, notamment les coups francs, et est reconnu pour sa qualité de centre. Malgré sa position reculée sur le terrain il est capable d'être décisif en marquant des buts. Les phases de jeu sans possession et le domaine aérien ne sont en revanche pas ses points forts,.